# Sophie de Pomerania
Sophie de Pomerania (germană Sophia von Pommern; 1498–1568) a fost regină consort a Danemarcei și Norvegiei ca soție a regelui Frederic I al Danemarcei. Este cunoscută pentru că a condus independent fief-urile sale Lolland și Falster, castelele din Kiel și Plön și câteva sate din Holsten în timpul domniei ca regină sau ca văduvă.

## Biografie
Născută în Stettin (Szczecin) ca membră a Casei de Pomerania, ea a fost fiica ducelui Bogislaw al X-lea de Pomerania și soția sa, Annei Iagello.
După decesul primei lui soții, Anna de Brandenburg, în 1514, ea s-a căsătorit cu Prințul Frederic al Danemarcei, mai târziu regele Frederic I al Danemarcei. Nu se cunosc multe detalii despre personalitatea ei. Nu se știe să fi jucat vreun rol politic. Se crede că era interesată de religie: psalmul german «Gott ist mein Heil, mein Hülf und Trost» ('Dumnezeu este mântuirea mea, ajutorul și mângâierea mea'), se crede că a fost scris de ea.
Sophie a devenit regină consort a Danemarcei și Norvegiei după ascensiunea soțului ei la tron în 1523. Ea a fost încoronată la 13 august 1525. După încoronare i s-au acordat Lolland și Falster, castelele Kiel și Plön și câteva sate din Holsten pentru venituri. Regina Sophie nu a trăit la curtea daneză ca regină ci a locuit separat de soțul ei, pe proprietatea ei din Kiel și și-a tratat domeniile ca fiefuri independente, lucru care a cauzat dezacorduri cu soțul ei  în timpul domniei acestuia. Conflictele au continuat în timpul domniei succesorului lui până la moartea ei.
În 1533, a devenit văduvă și s-a mutat la castelul Gottorp împreună cu copii, evitând să se implice în alegerea noului rege. În timpul războiului civil din 1533–36, domeniile ei au fost ocupate. În 1538, noul rege i-a cerut să părăsească Gottorp din cauza costurilor și s-a retras la Kiel. Sophie de Pomerania  a cerut dreptul de a conduce independent fiefurilor sale însă în 1540 a fost obligată să accepte superioritatea regelui. 